# Stanisław Balicki (polonista)
Stanisław Witold Balicki (ur. 29 czerwca 1909 w Krakowie, zm. 27 listopada 1978 w Warszawie) – krytyk teatralny, publicysta, polonista, dyrektor, kierownik literacki teatru.

## Życiorys
Urodził się w rodzinie Antoniego Euzebiusza, nauczyciela, publicysty, i Zofii z Mniszków. Był bratem Juliusza Balickiego (1911–1941), aktora, reżysera, scenografa. Ukończył gimnazjum w Krakowie, a w 1932 studia polonistyczne w Poznaniu. Studiował też na Wydziale Humanistycznym Uniwersytetu Jagielońskiego w Krakowie. Zadebiutował w 1928 roku na łamach prasy jako krytyk literacki oraz teatralny, a w latach 1928–1932 pracował jako dziennikarz, pełniąc m.in. funkcję recenzenta teatralnego w „Ilustrowanym Kurierze Codziennym” i „Tempie Dnia”. W roku 1932 wydał książkę zatytułowaną Misterium na Rynku krakowskim. Podczas okupacji niemieckiej zajmował się tajnym nauczaniem, po jej zakończeniu do 1950 był redaktorem naczelnym krakowskiego „Dziennika Polskiego”, w 1951 (wraz z Janem A. Szczepańskim) redaktorem naczelnym „Teatru”, w latach 1952–1955 dyrektorem Państwowego Instytutu Wydawniczego. W sezonie 1949/50 sprawował (wraz z Zygmuntem Leśnodorskim) kierownictwo literackie Miejskich Teatrów Dramatycznych w Krakowie, w latach 1954–1956 był dyrektorem Centralnego Zarządu Teatrów, w latach 1957–1964 dyrektorem Teatru Polskiego w Warszawie, w latach 1965–1970 sekretarzem generalnym Ministerstwa Kultury i Sztuki. Wchodził w skład redakcji „Miesięcznika Literackiego”. 
Zmarł w Warszawie, pochowany na cmentarzu Wojskowym na Powązkach (kwatera B37-4-1).

## Publikacje
Pod jego redakcją ukazała się antologia Teatr radziecki (antologia, 1967), opracował też Antologię dramatu polskiego (t. 1–2, Warszawa 1981), XX lat Polski Ludowej (praca zbiorowa 1964), Kongres Kultury Polskiej 1966 (materiały i sprawozdania; 1967), 

## Ordery i odznaczenia
- Order Sztandaru Pracy II klasy (1969)[9]
- Krzyż Oficerski Orderu Odrodzenia Polski (11 lipca 1955)[10]
- Medal 10-lecia Polski Ludowej (19 stycznia 1955)[11]
- Złota Odznaka Honorowa Towarzystwa Przyjaźni Polsko-Radzieckiej (1967)[12]
- Odznaka "Zasłużony dla Teatru Polskiego" (1977)[13]

## Upamiętnienie
Jedna z ulic Krakowa została nazwana imieniem Stanisława Balickiego.